# 第八高等学校 (旧制)

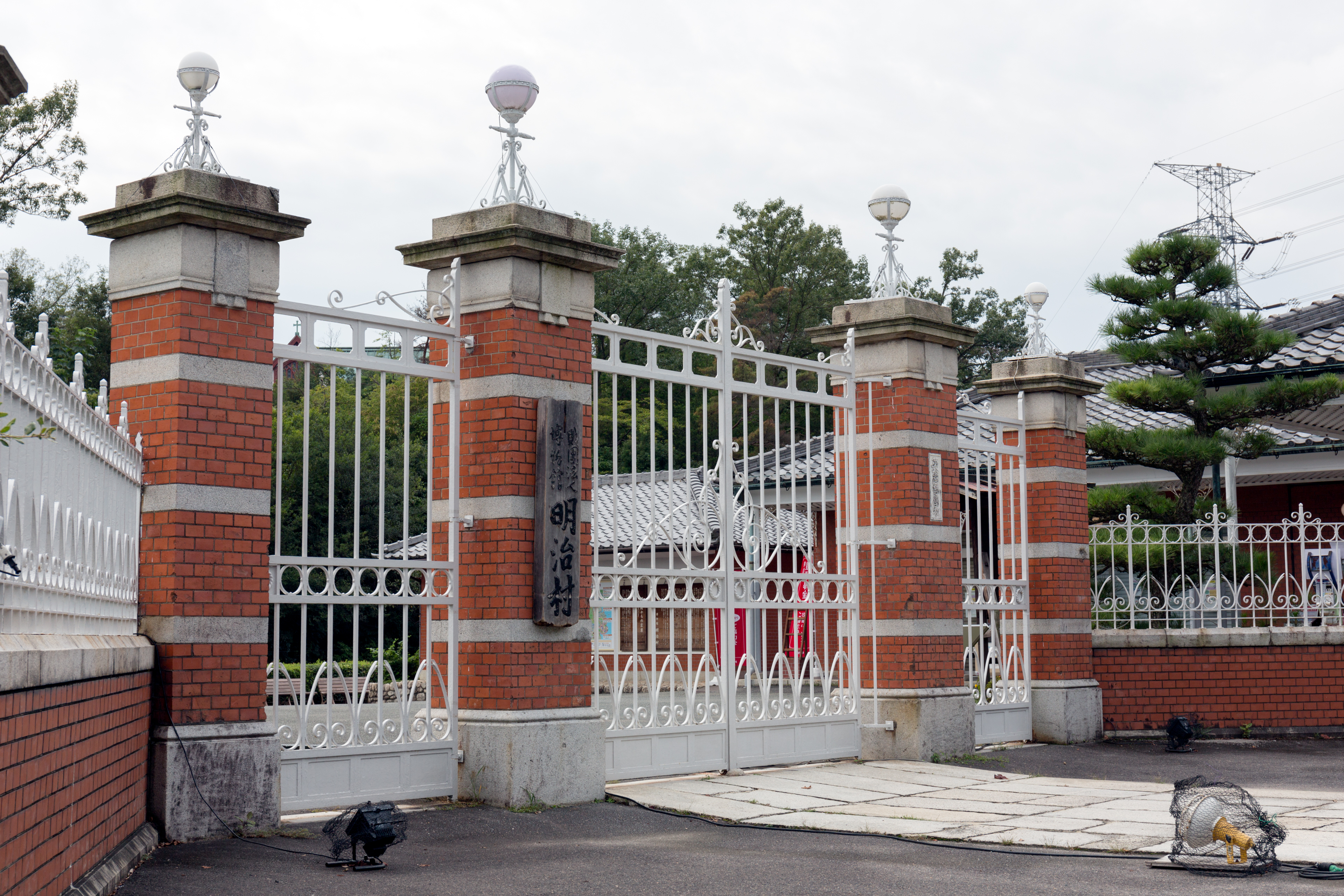
正門（明治村に移築されたもの。2014年8月）

旧制第八高等学校（きゅうせいだいはちこうとうがっこう）は、愛知県名古屋市にかつて存在した官立旧制高等学校である。

## 概要
1908年（明治41年）3月に設立され、文科・理科よりなる修業年限3年の高等科が設置された。略称は「八高」（はちこう / はっこう）。新制名古屋大学の前身校の一つで教養部の構成母体となった（教養部は1993年に廃止、情報文化学部に改組され、2017年には情報文化学部が情報学部に発展改組されている）。鹿児島の七高に続いて設立され、ナンバースクールの旧制高校としては最後となるものである。設立の背景には愛知県および名古屋市による熱心な高校誘致運動があった。
学生の半数以上は地元の愛知県出身者であるが、名古屋帝大への進学者は少なく、進学先トップは東京帝大が突出し、これに京都帝大が続いた（名古屋帝大は設立が1939年（昭和14年）と遅く、中部地方では1946年の愛知大学まで文系学部がなかった）。
校章は、熱田神宮の剣と算用数字の「8」を組み合わせたデザイン。校歌「銀扇空に」もあったが、代表的な歌は、寮歌「伊吹おろし」（中山久作詞、三橋要次郎作曲）で、名古屋大学において現在でも歌い継がれている。他の代表的寮歌は「春三月」（大島武夫作詞、本多龍成作曲）など。
校地は「瑞穂ヶ丘」または「瑞陵」と呼ばれたが、実際は低い丘の麓のような位置にある。現在は、名古屋市立大学滝子（山の畑）キャンパスとなっている。また、正門は博物館明治村に移築され、村の正門として活用されている。校地内に小規模な古墳があり「八高古墳」と呼ばれている。前方後円墳であるが、前方部は八高時代に食堂建設のために切り崩されて失われている。

## 沿革
- 1908年
  - 3月：勅令第68号（文部省直轄諸学校官制中改正ノ件）により設置。
  - 4月：文部省令第14号により大学予科を設置。
- 1930年2月 - 12月：反帝同盟事件。
  - 学生37名検挙。うち3名放校、6名退学、都留重人ら10名除名。
- 1945年3月：3回にわたる米軍の空襲（名古屋大空襲）により校舎のほとんどを焼失。
- 1949年5月：法律第150号（国立学校設置法）により新制名古屋大学に包括される。
- 1950年3月：法律第51号（国立学校設置法の一部を改正する法律）により廃止。

## 校地の変遷と継承
設立当初の校地は名古屋市東区南外堀町（現・中区丸の内三丁目）の愛知一中の跡地に置かれ、その校舎を転用していた。1909年9月 - 12月に同市外の愛知郡呼続町大字瑞穂字山ノ畑（現・名古屋市瑞穂区瑞穂町山ノ畑）に新校舎が完成、順次移転した（瑞穂校地 / 「瑞穂ヶ丘」「瑞陵」と通称）。
1945年3月の空襲による校舎焼失後は、熱田中学校・尾張中学校・愛知県立商業学校などの校舎を借用、地方からの生徒に対しては知多郡河和町（現美浜町）の全忠寺・南部国民学校を宿舎および教室としていた。翌46年9月には同町の旧日本海軍第一航空隊跡地に移転したが、旧校地への復帰運動が起こり、1947年9月には瑞穂校地に校舎が再建された。
新制名古屋大学への包括後、八高の瑞穂校地は同大学の一般教育を担当する瑞穂分校として継承され、1963年正式に教養部が発足した。しかし翌64年3月にはキャンパス統合の一環として教養部の東山キャンパス移転が行われ、瑞穂キャンパスは廃止され名古屋市に譲渡された。
現在、かつての瑞穂校地は名古屋市立大学の滝子（山の畑）キャンパスとなっており経済学部・人文社会学部・総合生命理学部が置かれている。構内には旧八高のシンボルであったソテツの木が残され、旧校庭跡「八高生青春像」が1988年に建立されている。旧八高正門は犬山市の博物館明治村正門として移築保存され登録有形文化財となった。また、八高生が通学のさい通っていた鶴舞公園内の鶴舞図書館前に「八高寮歌伊吹颪の歌碑」が1958年に建立されている。

## 歴代校長
- 事務取扱：大島義脩（1908年4月13日 - 6月4日）
- 初代：大島義脩（1908年6月4日 - 1918年9月）
- 第2代：岡野義三郎（1918年9月 - 1921年11月）
- 第3代：芝田徹心（1921年11月 - 1927年8月）
- 第4代：小松原隆二（1927年8月 - 1940年1月）
- 第5代：伊藤仁吉（1940年1月 - 1945年11月24日[1]）
- 第6代：坂井喚三（1945年11月24日[1] - 1946年5月）
- 第7代：栗田元次（1946年8月 - 1950年3月）

## 出身者

### 政官界
- 江﨑真澄 - 衆議院議員、防衛庁長官、通商産業大臣、自治大臣、国家公安委員長、初代自民党幹事長代理、総務庁長官、自民党総務会長、自民党政調会長
- 生悦住求馬 - 内務省警保局図書課課長、佐賀県・宮城県・千葉県各知事、学徒援護会理事長
- 村田五郎 - 情報局次長
- 森山鋭一 - 法制局長官
- 鈴木幹雄 - 警視総監、最後の内務次官、衆議院議員
- 堀木鎌三 - 厚生大臣、鉄道省出身
- 有田喜一 - 衆議院議員、文部大臣・科学技術庁長官、防衛庁長官、経済企画庁長官、逓信省出身
- 坂信弥 - 警視総監、大商証券（新光証券の前身）社長
- 田中栄一 - 内閣官房副長官（事務担当）、警視総監
- 斎藤昇 - 初代警察庁長官、参議院議員、運輸大臣、厚生大臣
- 諸橋襄 - 会計検査院検査官、衆議院法制部長 、内務官僚
- 谷口寛 - 内閣官房副長官（事務担当）、警察庁次長
- 大島弘夫 - 内務省調査部長・管理部長、総力戦研究所員
- 今井久 - 初代防衛事務次官、内務省出身
- 谷口明三 - 北海道開発庁次長、内務省出身
- 東畑四郎 - 農林事務次官
- 柴田栄 - 林野庁長官、参議院議員（自由民主党）
- 柳沢米吉 - 海上保安庁長官
- 小笠公韶 - 中小企業庁長官、衆議院議員・参議院議員（自由民主党）
- 佐橋滋 - 通産事務次官 / 「官僚たちの夏」の主人公、「異色官僚」著者
- 三宅幸夫 - 特許庁長官、通産省公益事業局長・繊維雑貨局長、日本鋼管副社長 / 「官僚たちの夏」の庭野のモデル
- 熊崎正夫 - 厚生事務次官
- 藤波恒雄 - 科学技術事務次官
- 安達健二 - 文化庁長官
- 中井徳次郎 - 衆議院議員（日本社会党）/ 中井洽の父
- 野村豊 - 駐イラン大使としてイラン・イラク戦争で日本人脱出に尽力
- 飯田忠雄 - 参議院議員（公明党）、運輸官僚
- 平良辰雄 - 沖縄群島政府知事 / 中退
- 野村万作 - 初代公選奈良県知事、三栄相互銀行社長
- 田中覚 - 三重県知事
- 上松陽助 - 岐阜県知事
- 鈴木礼治 - 愛知県知事
- 杉戸清 - 名古屋市長
- 伊藤一 - 一宮市長

### 法曹界
- 花井忠 - 弁護士、検事総長
- 服部高顕 - 最高裁判所長官
- 栗本一夫 - 最高裁判所判事 / 栗本慎一郎の父
- 竹内壽平 - 法務事務次官、検事総長
- 伊藤栄樹 - 検事総長
- 正木ひろし（正木旲） - 弁護士 / 中退して七高へ

### 財界
- 茂木惣兵衛 - 茂木合名（横浜）社長 / 中退
- 平岩外四 - 経団連会長、東京電力会長
- 豊田英二 - 経団連副会長、トヨタ自動車会長
- 盛田昭夫 - 経団連副会長、ソニー会長
- 野田誠三 - 阪神電気鉄道会長
- 神野金之助 - 名古屋鉄道社長
- 村野辰雄 - 三和銀行頭取
- 水野久男 - 東京電力社長
- 土方武 - 経団連副会長、住友化学工業社長
- 内藤明人 - リンナイ会長
- 梅原半二 - 豊田中央研究所所長
- 木下祝郎 - 協和発酵工業社長、工業的アミノ酸発酵技術発明者の一人

### 学界
- 鈴木雅次 - 土木工学者、日本大学教授
- 丹羽保次郎 - 東京電機大学初代学長 / 文化勲章、「日本の十大発明家」の一人
- 原随園 - 歴史学者、京都大学名誉教授
- 北野政次 - 医師、細菌学者、陸軍軍医中将、731部隊長
- 久松潜一 - 国文学者、東京大学名誉教授 / 文化功労者、日本学士院会員
- 波多野鼎 - 経済学者、農林大臣
- 横田喜三郎 - 国際法学者、東京大学名誉教授、最高裁判所長官、日本学士院会員、文化勲章
- 山田盛太郎 - 経済学者、東京大学名誉教授
- 東畑精一 - 経済学者、東京大学名誉教授、文化勲章、日本学士院会員
- 福井孝治 - 経済学者、大阪市立大学名誉教授・元学長、大阪経済大学元学長
- 坂本太郎 - 日本史学者、東京大学名誉教授、國學院大學名誉教授 / 文化勲章、日本学士院会員
- 正田建次郎 - 数学者、大阪大学総長、文化勲章、日本学士院会員
- 牧野茂 - 海軍技術大佐、戦艦大和設計に携わる
- 小林正次 - 慶應義塾大学教授
- 篠原卯吉 - 工学者、名古屋大学名誉教授・元総長、電気学会会長、愛知県公安委員会委員長
- 蛭川幸茂 - 松本高等学校 (旧制)・愛知学院大学・名古屋大学教授
- 末広恭雄 - 水産学者
- 大隅健一郎 - 商法学者、最高裁判所判事、京都大学名誉教授 / 文化勲章、日本学士院会員
- 竹内理三 - 東京大学史料編纂所長、東京大学名誉教授 / 文化勲章、日本学士院会員
- 加藤六美 - 建築学者、東京工業大学名誉教授・元学長、人事官、国立大学協会会長、日本建築学会会長
- 平井正穂 - 英文学者、東京大学名誉教授
- 早川武夫 - 英米法学者、神戸大学名誉教授
- 矢田俊隆 - 北海道大学名誉教授
- 伊藤清 - 数学者、京都大学名誉教授、文化勲章
- 中尾佐助 - 植物学者、大阪府立大学名誉教授
- 丹波康太郎 - 会計学者、元神戸大学経営学部長
- 鳥居鉄也 - 地球化学者、冒険家 / 第一次南極観測隊員
- 布目潮渢 - 大阪大学名誉教授
- 吉田光邦 - 科学技術史学者、京都大学名誉教授
- 大野英二 - 経済学者、京都大学名誉教授
- 畑田重夫 - 国際政治学者
- 村松貞次郎 - 建築史家、東京大学名誉教授
- 木村資生 - 遺伝学者、国立遺伝学研究所名誉教授、文化勲章、日本学士院会員
- 梅原猛 - 哲学者、国際日本文化研究センター顧問・初代所長・名誉教授、京都市立芸術大学名誉教授・元学長 / 文化勲章
- 田中明 - 拓殖大学海外事情研究所教授
- 貝塚爽平 - 地形学者、東京都立大学名誉教授、日本第四紀学会会長[2]
- 神谷不二 - 国際政治学者、慶應義塾大学名誉教授
- 森政弘 - 工学者、東京工業大学名誉教授
- 澤登佳人 - 法学者、新潟大学名誉教授
- 川村二郎 - ドイツ文学者、東京都立大学教授、日本芸術院会員
- 北川隆吉 - 名古屋大学文学部名誉教授
- 竹内昭夫 - 商法学者、東京大学名誉教授、日本学士院会員
- 大林太良 - 文化人類学者、東京大学名誉教授
- 久野昭 - 哲学者、国際日本文化研究センター名誉教授、広島大学名誉教授
- 塩野谷祐一 - 経済学者、一橋大学名誉教授・元学長、文化功労者
- 江口英一 - 経済学者、中央大学名誉教授
- 多田英之 - 建築構造学者、福岡大学教授
- 栗田元次 - 国史学者、八高校長、名古屋大学教授
- 岡田要 - 動物学者、東京大学名誉教授
- 八木健三 - 鉱物学者、北海道大学名誉教授
- 古島敏雄 - 農業経済学者、東京大学名誉教授
- 伊藤正男 - 生理学者、東京大学名誉教授
- 加藤延夫 - 細菌学者、名古屋大学総長

### 報道
- 三國一朗 - 放送タレント
- 原田三夫 - 科学ジャーナリスト、「日本宇宙旅行協会」理事長
- 矢島八洲夫 - 朝日新聞社常務取締役、こどもの国初代園長
- 鈴木美嶺 - 毎日新聞記者、プロ・アマの野球規則統一に尽力した功績により2017年野球殿堂入り

### 文化
- 郁達夫 - 詩人、小説家
- 平野謙 - 文芸評論家
- 藤枝静男 - 小説家
- 本多秋五 - 文芸評論家
- 阿部知二 - 小説家
- 岡井隆 - 歌人
- 渡辺宙明 - 作曲家
- 堀内友四郎 - （新）日本キリスト教会創立メンバー
- 中田邦造 - 東京都立日比谷図書館元館長
- 高島野十郎 - 画家

## 関連書籍
- 神谷智 『名古屋大学 キャンパスの歴史1（学部編）』（名大史ブックレット2）、名古屋大学大学史資料室、2001年
- 秦郁彦 『旧制高校物語』 文春新書、2003年　ISBN 4166603558
- 『日本近現代史辞典』 東洋経済新報社、1978年

尾崎ムゲン作成「文部省管轄高等教育機関一覧」参照
- 秦郁彦（編）『日本官僚制総合事典；1868 - 2000』 東京大学出版会、2001年

「主要高等教育機関一覧」参照